# Układ współrzędnych horyzontalnych

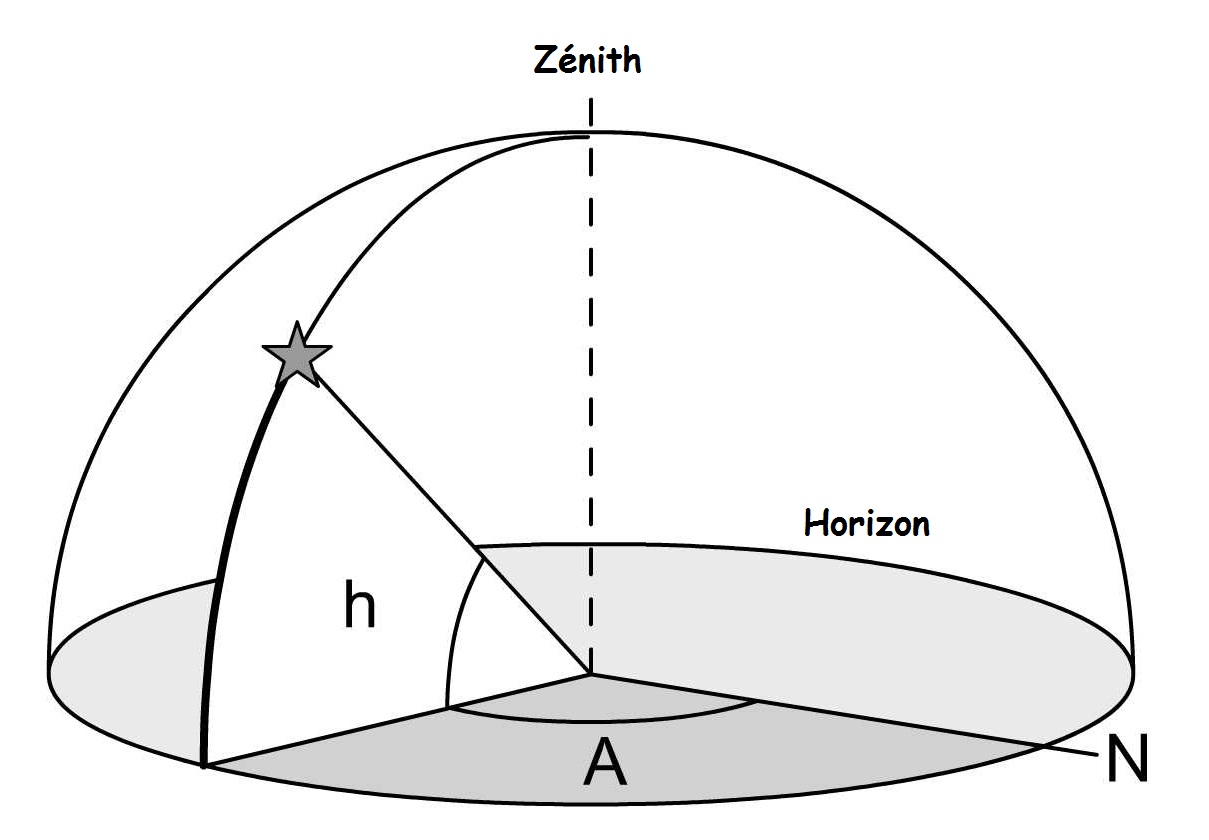
Horyzontalny układ współrzędnych (azymut liczony od północy)

Układ współrzędnych horyzontalnych – układ współrzędnych astronomicznych, w którym oś główną stanowi lokalny kierunek pionu, a płaszczyzną podstawową jest płaszczyzna horyzontu astronomicznego. Biegunami układu są zenit i nadir. Ich położenie na sferze niebieskiej zależy od współrzędnych geograficznych obserwatora oraz momentu obserwacji, tak więc współrzędne horyzontalne opisują jedynie chwilowe położenie ciała niebieskiego.

## Definicje
W układzie tym położenie danego ciała niebieskiego określa się podając dwie współrzędne: azymut astronomiczny i wysokość astronomiczną, zdefiniowane w następujący sposób:
Azymut astronomiczny, A – kąt dwuścienny zawarty pomiędzy półpłaszczyzną lokalnego południka a półpłaszczyzną wertykału przechodzącego przez dany obiekt.
Azymut astronomiczny przyjmuje wartości z zakresu od 0° do 360° i tradycyjnie mierzony był od punktu południa – S, w kierunku punktu zachodu – W, jednak obecnie coraz częściej stosuje się konwencję przyjętą w geografii, w której azymut mierzy się od punktu północy – N. w kierunku punktu wschodu – E (w odróżnieniu od azymutu astronomicznego azymut geograficzny zawiera się w przedziale –180° do 180° – mierzony od punktu północy w kierunku wschodu przyjmuje wartości dodatnie, natomiast w kierunku zachodu ujemne).
Wysokość, h – kąt pomiędzy płaszczyzną horyzontu astronomicznego a kierunkiem od obserwatora do danego ciała niebieskiego.
Wysokość zmienia się w zakresie [–90°, 90°], przy czym ujemne wartości dotyczą obiektów znajdujących się pod horyzontem.
Dla wysokości używa się również nazwy elewacja.
Odległość zenitalna, z – kątowa odległość obiektu od zenitu (dopełnienie wysokości do 90°), przyjmuje wartości od 0° do 180°.

## Transformacja współrzędnych

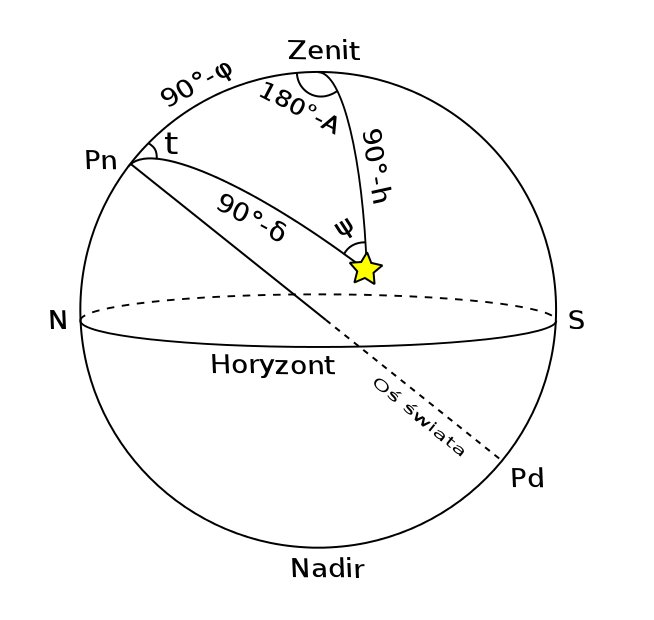
Rysunek ilustrujący transformację pomiędzy horyzontalnym a równikowym godzinnym układem współrzędnych (Pn i Pd oznaczają północny i południowy biegun świata). Azymut liczony klasycznie (od południa).

Relacje między współrzędnymi horyzontalnymi a współrzędnymi układu godzinnego są dane następującymi wzorami:
{\displaystyle \sin h=\sin \delta \cdot \sin \varphi +\cos \delta \cdot \cos \varphi \cdot \cos t}
{\displaystyle {\text{tg}}A={\frac {\cos \delta \cdot \sin t}{-\sin \delta \cdot \cos \varphi +\cos \delta \cdot \sin \varphi \cdot \cos t}}}
Rozwiązując trójkąt sferyczny z wierzchołkami w biegunie świata, zenicie i obiekcie można, mając daną deklinację {\displaystyle \delta ,} kąt godzinny {\displaystyle t} oraz szerokość geograficzną {\displaystyle \varphi } wyznaczyć azymut i wysokość obiektu.